# ایجیتسو
ایجیتسو (به ژاپنی: 栄実); ۱ ژانویهٔ ۱۲۰۱ – ۸ اکتبر ۱۲۱۵) سومین پسرِ دومین شوگون از شوگون‌سالاری کاماکورا، میناموتو نو یوری‌ایه اهل ژاپن بود. مادر وی با مادر برادرانش میناموتو نو ایچیمان و کوگیو (راهب) یکسان نبود.
وی در سن ۱۴ سالگی خودکشی کرد.